# Riu Nabesna
El riu Nabesna (en anglès Nabesna River) és un afluent del riu Tanana. Té una llargada de 117 km i discurre íntegrament per Alaska, Estats Units. Les seves fonts es troben a la glacera Nabesna, a la Serralada d'Alaska, i discorre cap al nord-nord-est, vers el Parc i Reserva Nacional Wrangell-Sant Elies, per unir-se al riu Chisana prop de Northway Junction. La unió dels dos riu forma el riu Tanana.

## Navegació
El riu Nabesna flueix ràpidament en la seva part inicial, superant una profunda vall que s'obre a una ampla plana. A poc a poc el riu s'endinsa al Tetlin National Wildlife Refuge, una regió plena de pantans, turons, llacs i boscos d'avets i bedolls.
És un bon riu per ser navegat amb ràfting, caiac o canoa i és classificat de Classe I (fàcil) a classe II (mitjà) en l'escala internacional de dificultat dels rius. El corrent és ràpid en els primers 65 km del riu i lent des d'allà fins a la desembocadura. La fosa de la glacera pot provocar un sobtat augment del cabal en determinades hores de dies calorosos.

## Pesca
El Nabesna és un indret popular de pesca a Alaska. Les principals espècies són: la truita arc de Sant Martí, el salmó reial, el salmó vermell i el salmó platejat.

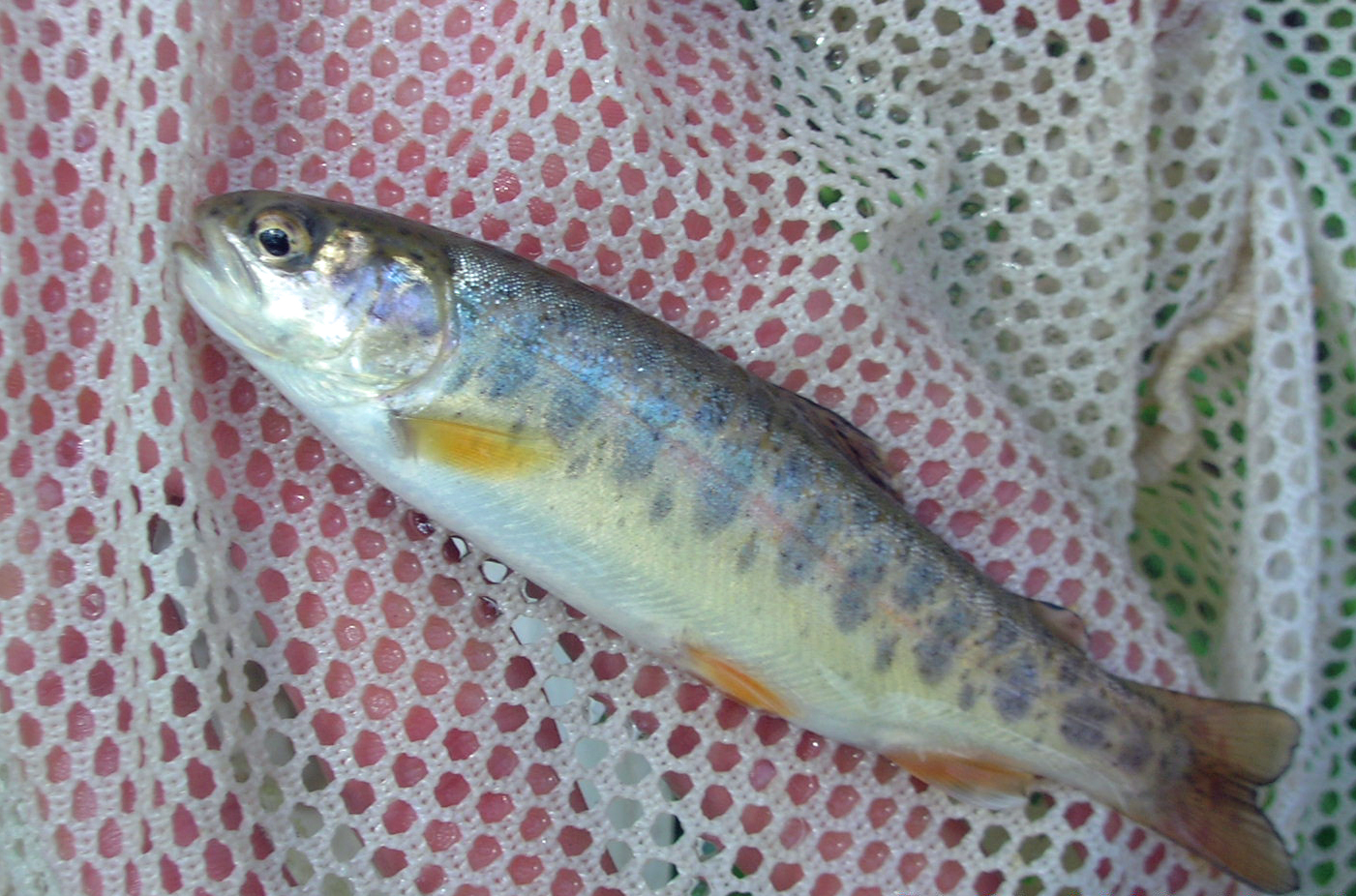
Truita arc de Sant Martí